# Epiniac
Epiniac település Franciaországban, Ille-et-Vilaine megyében. Lakosainak száma 1423 fő (2022. január 1.). Epiniac Baguer-Morvan, Baguer-Pican, Bonnemain, La Boussac, Broualan, Cuguen, Dol-de-Bretagne és Trémeheuc községekkel határos.

## Népesség
A település népességének változása:
| Lakosok száma | 1126 | 1104 | 1105 | 1163 | 1401 | 1402 | 1426 | 1417 | 1426 | 1423 |
|               | 1968 | 1982 | 1990 | 2006 | 2013 | 2015 | 2017 | 2019 | 2020 | 2022 |